# Fatou Baldeh
Fatou Baldeh, née en 1983, est une militante des droits des femmes gambienne qui fait campagne pour mettre fin aux mutilations génitales féminines. Le 4 mars 2023, elle est reconnue femme de courage par le département d'État américain.

## Biographie
Elle obtient une licence en psychologie et santé à l'université de Wolverhampton et un master en santé sexuelle et reproductive à l'université Queen Margaret (en) d'Édimbourg,. Après avoir terminé ses études, elle travaille pour le Dignity Alert Research Forum à Édimbourg afin de renforcer les droits des femmes et les droits de l'homme. En mai 2015, elle est nommée directrice du Dignity Alert Research Forum. En 2013, elle attire publiquement l'attention sur la question des mutilations génitales féminines en Écosse, ce qui lui vaut de vives critiques. Le 30 janvier 2014, elle comparaît devant la commission de l'égalité des chances du Parlement écossais, où il lui est demandé de faire une présentation individuelle pour expliquer les mesures et les lignes directrices à mettre en œuvre afin d'empêcher les jeunes femmes d'être victimes de mutilations génitales féminines en Écosse.
Après avoir passé la majeure partie de sa vie en tant qu'activiste en Écosse, elle retourne en Gambie en 2018. Elle fonde l'organisation Women in Liberation and Leadership (WILL) après son retour en Gambie et anime des ateliers et des séminaires dans son pays ainsi qu'au Centre international pour la justice transitionnelle.

## Distinctions
En mars 2020, elle reçoit le She Award pour sa contribution exceptionnelle à l'autonomisation des filles et des femmes en Gambie
.
En janvier 2020, elle est décorée de l'ordre de l'Empire britannique par l'ambassadrice britannique en Gambie, Sharon Wardle, dans le cadre des Special Honours 2019 (en), en reconnaissance de ses efforts et engagements précieux en matière de défense des minorités noires et des communautés ethniques en Écosse.
Le 4 mars 2023, elle se voit décerner le prix international de la femme de courage.